# Юргінський
Юргі́нський (рос. Юргинский) — селище у складі Юргинського округу Кемеровської області, Росія.

## Населення
Населення — 823 особи (2010; 850 у 2002).
Національний склад (станом на 2002 рік):
- росіяни — 86 %